# Memorial Day (film)
Pour les articles homonymes, voir Memorial Day (homonymie).
Memorial Day est un film américain réalisé par Worth Keeter en 1998.

## Résumé
Un expert américain en satellites rendu amer par sa carrière peu satisfaisante aide des terroristes à menacer son pays... un homme seul va sauver la nation.

## Fiche technique
- Durée : 95 min
- Pays :  États-Unis
- Langue : anglais
- Couleur
- Son : Ultra Stéréo
- Classification : USA : R

## Distribution
- Mongo Brownlee : Peter
- Jeff Speakman : Edward Downey
- Frederick Coffin : sénateur Jerald Lancaster
- Oscar Dillon : Carpenter
- Jeffrey King : Jack Mason
- Rob LaBelle : Baker
- Paul Mantee : général Willard
- Bart McCarthy : Dr. Garrison
- Stephanie Niznik : Robin Conners
- Bruce Weitz : Jules